# Championnat du monde d'échecs 1896-1897

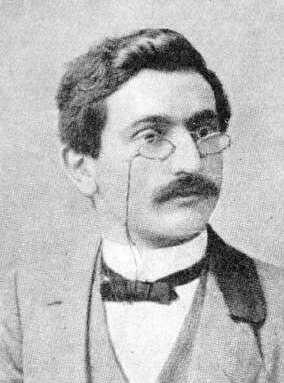
Photo d'Emanuel Lasker.

Le Championnat du monde d'échecs 1896-1897 a vu s'affronter Emanuel Lasker, tenant du titre, et Wilhelm Steinitz, à Moscou du 6 novembre 1896 au 14 janvier 1897.
Emanuel Lasker conserve facilement son titre face au champion précédent qu'il avait battu trois ans plus tôt.

## Résultats
|   | a | b | c | d | e | f | g | h |   |
| 8 | Tour noire sur case noire b8 · Roi noir sur case noire h8 · Dame noire sur case blanche d7 · Pion noir sur case noire g7 · Pion noir sur case blanche h7 · Pion noir sur case blanche a6 · Fou noir sur case blanche c6 · Pion noir sur case noire f6 · Cavalier noir sur case blanche g6 · Pion blanc sur case noire a5 · Pion noir sur case noire e5 · Fou blanc sur case noire b4 · Fou blanc sur case blanche c4 · Tour noire sur case noire d4 · Dame blanche sur case blanche b3 · Pion blanc sur case noire g3 · Pion blanc sur case noire b2 · Tour blanche sur case blanche e2 · Pion blanc sur case noire f2 · Pion blanc sur case blanche g2 · Tour blanche sur case noire e1 · Roi blanc sur case noire g1 | Tour noire sur case noire b8 · Roi noir sur case noire h8 · Dame noire sur case blanche d7 · Pion noir sur case noire g7 · Pion noir sur case blanche h7 · Pion noir sur case blanche a6 · Fou noir sur case blanche c6 · Pion noir sur case noire f6 · Cavalier noir sur case blanche g6 · Pion blanc sur case noire a5 · Pion noir sur case noire e5 · Fou blanc sur case noire b4 · Fou blanc sur case blanche c4 · Tour noire sur case noire d4 · Dame blanche sur case blanche b3 · Pion blanc sur case noire g3 · Pion blanc sur case noire b2 · Tour blanche sur case blanche e2 · Pion blanc sur case noire f2 · Pion blanc sur case blanche g2 · Tour blanche sur case noire e1 · Roi blanc sur case noire g1 | Tour noire sur case noire b8 · Roi noir sur case noire h8 · Dame noire sur case blanche d7 · Pion noir sur case noire g7 · Pion noir sur case blanche h7 · Pion noir sur case blanche a6 · Fou noir sur case blanche c6 · Pion noir sur case noire f6 · Cavalier noir sur case blanche g6 · Pion blanc sur case noire a5 · Pion noir sur case noire e5 · Fou blanc sur case noire b4 · Fou blanc sur case blanche c4 · Tour noire sur case noire d4 · Dame blanche sur case blanche b3 · Pion blanc sur case noire g3 · Pion blanc sur case noire b2 · Tour blanche sur case blanche e2 · Pion blanc sur case noire f2 · Pion blanc sur case blanche g2 · Tour blanche sur case noire e1 · Roi blanc sur case noire g1 | Tour noire sur case noire b8 · Roi noir sur case noire h8 · Dame noire sur case blanche d7 · Pion noir sur case noire g7 · Pion noir sur case blanche h7 · Pion noir sur case blanche a6 · Fou noir sur case blanche c6 · Pion noir sur case noire f6 · Cavalier noir sur case blanche g6 · Pion blanc sur case noire a5 · Pion noir sur case noire e5 · Fou blanc sur case noire b4 · Fou blanc sur case blanche c4 · Tour noire sur case noire d4 · Dame blanche sur case blanche b3 · Pion blanc sur case noire g3 · Pion blanc sur case noire b2 · Tour blanche sur case blanche e2 · Pion blanc sur case noire f2 · Pion blanc sur case blanche g2 · Tour blanche sur case noire e1 · Roi blanc sur case noire g1 | Tour noire sur case noire b8 · Roi noir sur case noire h8 · Dame noire sur case blanche d7 · Pion noir sur case noire g7 · Pion noir sur case blanche h7 · Pion noir sur case blanche a6 · Fou noir sur case blanche c6 · Pion noir sur case noire f6 · Cavalier noir sur case blanche g6 · Pion blanc sur case noire a5 · Pion noir sur case noire e5 · Fou blanc sur case noire b4 · Fou blanc sur case blanche c4 · Tour noire sur case noire d4 · Dame blanche sur case blanche b3 · Pion blanc sur case noire g3 · Pion blanc sur case noire b2 · Tour blanche sur case blanche e2 · Pion blanc sur case noire f2 · Pion blanc sur case blanche g2 · Tour blanche sur case noire e1 · Roi blanc sur case noire g1 | Tour noire sur case noire b8 · Roi noir sur case noire h8 · Dame noire sur case blanche d7 · Pion noir sur case noire g7 · Pion noir sur case blanche h7 · Pion noir sur case blanche a6 · Fou noir sur case blanche c6 · Pion noir sur case noire f6 · Cavalier noir sur case blanche g6 · Pion blanc sur case noire a5 · Pion noir sur case noire e5 · Fou blanc sur case noire b4 · Fou blanc sur case blanche c4 · Tour noire sur case noire d4 · Dame blanche sur case blanche b3 · Pion blanc sur case noire g3 · Pion blanc sur case noire b2 · Tour blanche sur case blanche e2 · Pion blanc sur case noire f2 · Pion blanc sur case blanche g2 · Tour blanche sur case noire e1 · Roi blanc sur case noire g1 | Tour noire sur case noire b8 · Roi noir sur case noire h8 · Dame noire sur case blanche d7 · Pion noir sur case noire g7 · Pion noir sur case blanche h7 · Pion noir sur case blanche a6 · Fou noir sur case blanche c6 · Pion noir sur case noire f6 · Cavalier noir sur case blanche g6 · Pion blanc sur case noire a5 · Pion noir sur case noire e5 · Fou blanc sur case noire b4 · Fou blanc sur case blanche c4 · Tour noire sur case noire d4 · Dame blanche sur case blanche b3 · Pion blanc sur case noire g3 · Pion blanc sur case noire b2 · Tour blanche sur case blanche e2 · Pion blanc sur case noire f2 · Pion blanc sur case blanche g2 · Tour blanche sur case noire e1 · Roi blanc sur case noire g1 | Tour noire sur case noire b8 · Roi noir sur case noire h8 · Dame noire sur case blanche d7 · Pion noir sur case noire g7 · Pion noir sur case blanche h7 · Pion noir sur case blanche a6 · Fou noir sur case blanche c6 · Pion noir sur case noire f6 · Cavalier noir sur case blanche g6 · Pion blanc sur case noire a5 · Pion noir sur case noire e5 · Fou blanc sur case noire b4 · Fou blanc sur case blanche c4 · Tour noire sur case noire d4 · Dame blanche sur case blanche b3 · Pion blanc sur case noire g3 · Pion blanc sur case noire b2 · Tour blanche sur case blanche e2 · Pion blanc sur case noire f2 · Pion blanc sur case blanche g2 · Tour blanche sur case noire e1 · Roi blanc sur case noire g1 | 8 |
| 7 | Tour noire sur case noire b8 · Roi noir sur case noire h8 · Dame noire sur case blanche d7 · Pion noir sur case noire g7 · Pion noir sur case blanche h7 · Pion noir sur case blanche a6 · Fou noir sur case blanche c6 · Pion noir sur case noire f6 · Cavalier noir sur case blanche g6 · Pion blanc sur case noire a5 · Pion noir sur case noire e5 · Fou blanc sur case noire b4 · Fou blanc sur case blanche c4 · Tour noire sur case noire d4 · Dame blanche sur case blanche b3 · Pion blanc sur case noire g3 · Pion blanc sur case noire b2 · Tour blanche sur case blanche e2 · Pion blanc sur case noire f2 · Pion blanc sur case blanche g2 · Tour blanche sur case noire e1 · Roi blanc sur case noire g1 | Tour noire sur case noire b8 · Roi noir sur case noire h8 · Dame noire sur case blanche d7 · Pion noir sur case noire g7 · Pion noir sur case blanche h7 · Pion noir sur case blanche a6 · Fou noir sur case blanche c6 · Pion noir sur case noire f6 · Cavalier noir sur case blanche g6 · Pion blanc sur case noire a5 · Pion noir sur case noire e5 · Fou blanc sur case noire b4 · Fou blanc sur case blanche c4 · Tour noire sur case noire d4 · Dame blanche sur case blanche b3 · Pion blanc sur case noire g3 · Pion blanc sur case noire b2 · Tour blanche sur case blanche e2 · Pion blanc sur case noire f2 · Pion blanc sur case blanche g2 · Tour blanche sur case noire e1 · Roi blanc sur case noire g1 | Tour noire sur case noire b8 · Roi noir sur case noire h8 · Dame noire sur case blanche d7 · Pion noir sur case noire g7 · Pion noir sur case blanche h7 · Pion noir sur case blanche a6 · Fou noir sur case blanche c6 · Pion noir sur case noire f6 · Cavalier noir sur case blanche g6 · Pion blanc sur case noire a5 · Pion noir sur case noire e5 · Fou blanc sur case noire b4 · Fou blanc sur case blanche c4 · Tour noire sur case noire d4 · Dame blanche sur case blanche b3 · Pion blanc sur case noire g3 · Pion blanc sur case noire b2 · Tour blanche sur case blanche e2 · Pion blanc sur case noire f2 · Pion blanc sur case blanche g2 · Tour blanche sur case noire e1 · Roi blanc sur case noire g1 | Tour noire sur case noire b8 · Roi noir sur case noire h8 · Dame noire sur case blanche d7 · Pion noir sur case noire g7 · Pion noir sur case blanche h7 · Pion noir sur case blanche a6 · Fou noir sur case blanche c6 · Pion noir sur case noire f6 · Cavalier noir sur case blanche g6 · Pion blanc sur case noire a5 · Pion noir sur case noire e5 · Fou blanc sur case noire b4 · Fou blanc sur case blanche c4 · Tour noire sur case noire d4 · Dame blanche sur case blanche b3 · Pion blanc sur case noire g3 · Pion blanc sur case noire b2 · Tour blanche sur case blanche e2 · Pion blanc sur case noire f2 · Pion blanc sur case blanche g2 · Tour blanche sur case noire e1 · Roi blanc sur case noire g1 | Tour noire sur case noire b8 · Roi noir sur case noire h8 · Dame noire sur case blanche d7 · Pion noir sur case noire g7 · Pion noir sur case blanche h7 · Pion noir sur case blanche a6 · Fou noir sur case blanche c6 · Pion noir sur case noire f6 · Cavalier noir sur case blanche g6 · Pion blanc sur case noire a5 · Pion noir sur case noire e5 · Fou blanc sur case noire b4 · Fou blanc sur case blanche c4 · Tour noire sur case noire d4 · Dame blanche sur case blanche b3 · Pion blanc sur case noire g3 · Pion blanc sur case noire b2 · Tour blanche sur case blanche e2 · Pion blanc sur case noire f2 · Pion blanc sur case blanche g2 · Tour blanche sur case noire e1 · Roi blanc sur case noire g1 | Tour noire sur case noire b8 · Roi noir sur case noire h8 · Dame noire sur case blanche d7 · Pion noir sur case noire g7 · Pion noir sur case blanche h7 · Pion noir sur case blanche a6 · Fou noir sur case blanche c6 · Pion noir sur case noire f6 · Cavalier noir sur case blanche g6 · Pion blanc sur case noire a5 · Pion noir sur case noire e5 · Fou blanc sur case noire b4 · Fou blanc sur case blanche c4 · Tour noire sur case noire d4 · Dame blanche sur case blanche b3 · Pion blanc sur case noire g3 · Pion blanc sur case noire b2 · Tour blanche sur case blanche e2 · Pion blanc sur case noire f2 · Pion blanc sur case blanche g2 · Tour blanche sur case noire e1 · Roi blanc sur case noire g1 | Tour noire sur case noire b8 · Roi noir sur case noire h8 · Dame noire sur case blanche d7 · Pion noir sur case noire g7 · Pion noir sur case blanche h7 · Pion noir sur case blanche a6 · Fou noir sur case blanche c6 · Pion noir sur case noire f6 · Cavalier noir sur case blanche g6 · Pion blanc sur case noire a5 · Pion noir sur case noire e5 · Fou blanc sur case noire b4 · Fou blanc sur case blanche c4 · Tour noire sur case noire d4 · Dame blanche sur case blanche b3 · Pion blanc sur case noire g3 · Pion blanc sur case noire b2 · Tour blanche sur case blanche e2 · Pion blanc sur case noire f2 · Pion blanc sur case blanche g2 · Tour blanche sur case noire e1 · Roi blanc sur case noire g1 | Tour noire sur case noire b8 · Roi noir sur case noire h8 · Dame noire sur case blanche d7 · Pion noir sur case noire g7 · Pion noir sur case blanche h7 · Pion noir sur case blanche a6 · Fou noir sur case blanche c6 · Pion noir sur case noire f6 · Cavalier noir sur case blanche g6 · Pion blanc sur case noire a5 · Pion noir sur case noire e5 · Fou blanc sur case noire b4 · Fou blanc sur case blanche c4 · Tour noire sur case noire d4 · Dame blanche sur case blanche b3 · Pion blanc sur case noire g3 · Pion blanc sur case noire b2 · Tour blanche sur case blanche e2 · Pion blanc sur case noire f2 · Pion blanc sur case blanche g2 · Tour blanche sur case noire e1 · Roi blanc sur case noire g1 | 7 |
| 6 | Tour noire sur case noire b8 · Roi noir sur case noire h8 · Dame noire sur case blanche d7 · Pion noir sur case noire g7 · Pion noir sur case blanche h7 · Pion noir sur case blanche a6 · Fou noir sur case blanche c6 · Pion noir sur case noire f6 · Cavalier noir sur case blanche g6 · Pion blanc sur case noire a5 · Pion noir sur case noire e5 · Fou blanc sur case noire b4 · Fou blanc sur case blanche c4 · Tour noire sur case noire d4 · Dame blanche sur case blanche b3 · Pion blanc sur case noire g3 · Pion blanc sur case noire b2 · Tour blanche sur case blanche e2 · Pion blanc sur case noire f2 · Pion blanc sur case blanche g2 · Tour blanche sur case noire e1 · Roi blanc sur case noire g1 | Tour noire sur case noire b8 · Roi noir sur case noire h8 · Dame noire sur case blanche d7 · Pion noir sur case noire g7 · Pion noir sur case blanche h7 · Pion noir sur case blanche a6 · Fou noir sur case blanche c6 · Pion noir sur case noire f6 · Cavalier noir sur case blanche g6 · Pion blanc sur case noire a5 · Pion noir sur case noire e5 · Fou blanc sur case noire b4 · Fou blanc sur case blanche c4 · Tour noire sur case noire d4 · Dame blanche sur case blanche b3 · Pion blanc sur case noire g3 · Pion blanc sur case noire b2 · Tour blanche sur case blanche e2 · Pion blanc sur case noire f2 · Pion blanc sur case blanche g2 · Tour blanche sur case noire e1 · Roi blanc sur case noire g1 | Tour noire sur case noire b8 · Roi noir sur case noire h8 · Dame noire sur case blanche d7 · Pion noir sur case noire g7 · Pion noir sur case blanche h7 · Pion noir sur case blanche a6 · Fou noir sur case blanche c6 · Pion noir sur case noire f6 · Cavalier noir sur case blanche g6 · Pion blanc sur case noire a5 · Pion noir sur case noire e5 · Fou blanc sur case noire b4 · Fou blanc sur case blanche c4 · Tour noire sur case noire d4 · Dame blanche sur case blanche b3 · Pion blanc sur case noire g3 · Pion blanc sur case noire b2 · Tour blanche sur case blanche e2 · Pion blanc sur case noire f2 · Pion blanc sur case blanche g2 · Tour blanche sur case noire e1 · Roi blanc sur case noire g1 | Tour noire sur case noire b8 · Roi noir sur case noire h8 · Dame noire sur case blanche d7 · Pion noir sur case noire g7 · Pion noir sur case blanche h7 · Pion noir sur case blanche a6 · Fou noir sur case blanche c6 · Pion noir sur case noire f6 · Cavalier noir sur case blanche g6 · Pion blanc sur case noire a5 · Pion noir sur case noire e5 · Fou blanc sur case noire b4 · Fou blanc sur case blanche c4 · Tour noire sur case noire d4 · Dame blanche sur case blanche b3 · Pion blanc sur case noire g3 · Pion blanc sur case noire b2 · Tour blanche sur case blanche e2 · Pion blanc sur case noire f2 · Pion blanc sur case blanche g2 · Tour blanche sur case noire e1 · Roi blanc sur case noire g1 | Tour noire sur case noire b8 · Roi noir sur case noire h8 · Dame noire sur case blanche d7 · Pion noir sur case noire g7 · Pion noir sur case blanche h7 · Pion noir sur case blanche a6 · Fou noir sur case blanche c6 · Pion noir sur case noire f6 · Cavalier noir sur case blanche g6 · Pion blanc sur case noire a5 · Pion noir sur case noire e5 · Fou blanc sur case noire b4 · Fou blanc sur case blanche c4 · Tour noire sur case noire d4 · Dame blanche sur case blanche b3 · Pion blanc sur case noire g3 · Pion blanc sur case noire b2 · Tour blanche sur case blanche e2 · Pion blanc sur case noire f2 · Pion blanc sur case blanche g2 · Tour blanche sur case noire e1 · Roi blanc sur case noire g1 | Tour noire sur case noire b8 · Roi noir sur case noire h8 · Dame noire sur case blanche d7 · Pion noir sur case noire g7 · Pion noir sur case blanche h7 · Pion noir sur case blanche a6 · Fou noir sur case blanche c6 · Pion noir sur case noire f6 · Cavalier noir sur case blanche g6 · Pion blanc sur case noire a5 · Pion noir sur case noire e5 · Fou blanc sur case noire b4 · Fou blanc sur case blanche c4 · Tour noire sur case noire d4 · Dame blanche sur case blanche b3 · Pion blanc sur case noire g3 · Pion blanc sur case noire b2 · Tour blanche sur case blanche e2 · Pion blanc sur case noire f2 · Pion blanc sur case blanche g2 · Tour blanche sur case noire e1 · Roi blanc sur case noire g1 | Tour noire sur case noire b8 · Roi noir sur case noire h8 · Dame noire sur case blanche d7 · Pion noir sur case noire g7 · Pion noir sur case blanche h7 · Pion noir sur case blanche a6 · Fou noir sur case blanche c6 · Pion noir sur case noire f6 · Cavalier noir sur case blanche g6 · Pion blanc sur case noire a5 · Pion noir sur case noire e5 · Fou blanc sur case noire b4 · Fou blanc sur case blanche c4 · Tour noire sur case noire d4 · Dame blanche sur case blanche b3 · Pion blanc sur case noire g3 · Pion blanc sur case noire b2 · Tour blanche sur case blanche e2 · Pion blanc sur case noire f2 · Pion blanc sur case blanche g2 · Tour blanche sur case noire e1 · Roi blanc sur case noire g1 | Tour noire sur case noire b8 · Roi noir sur case noire h8 · Dame noire sur case blanche d7 · Pion noir sur case noire g7 · Pion noir sur case blanche h7 · Pion noir sur case blanche a6 · Fou noir sur case blanche c6 · Pion noir sur case noire f6 · Cavalier noir sur case blanche g6 · Pion blanc sur case noire a5 · Pion noir sur case noire e5 · Fou blanc sur case noire b4 · Fou blanc sur case blanche c4 · Tour noire sur case noire d4 · Dame blanche sur case blanche b3 · Pion blanc sur case noire g3 · Pion blanc sur case noire b2 · Tour blanche sur case blanche e2 · Pion blanc sur case noire f2 · Pion blanc sur case blanche g2 · Tour blanche sur case noire e1 · Roi blanc sur case noire g1 | 6 |
| 5 | Tour noire sur case noire b8 · Roi noir sur case noire h8 · Dame noire sur case blanche d7 · Pion noir sur case noire g7 · Pion noir sur case blanche h7 · Pion noir sur case blanche a6 · Fou noir sur case blanche c6 · Pion noir sur case noire f6 · Cavalier noir sur case blanche g6 · Pion blanc sur case noire a5 · Pion noir sur case noire e5 · Fou blanc sur case noire b4 · Fou blanc sur case blanche c4 · Tour noire sur case noire d4 · Dame blanche sur case blanche b3 · Pion blanc sur case noire g3 · Pion blanc sur case noire b2 · Tour blanche sur case blanche e2 · Pion blanc sur case noire f2 · Pion blanc sur case blanche g2 · Tour blanche sur case noire e1 · Roi blanc sur case noire g1 | Tour noire sur case noire b8 · Roi noir sur case noire h8 · Dame noire sur case blanche d7 · Pion noir sur case noire g7 · Pion noir sur case blanche h7 · Pion noir sur case blanche a6 · Fou noir sur case blanche c6 · Pion noir sur case noire f6 · Cavalier noir sur case blanche g6 · Pion blanc sur case noire a5 · Pion noir sur case noire e5 · Fou blanc sur case noire b4 · Fou blanc sur case blanche c4 · Tour noire sur case noire d4 · Dame blanche sur case blanche b3 · Pion blanc sur case noire g3 · Pion blanc sur case noire b2 · Tour blanche sur case blanche e2 · Pion blanc sur case noire f2 · Pion blanc sur case blanche g2 · Tour blanche sur case noire e1 · Roi blanc sur case noire g1 | Tour noire sur case noire b8 · Roi noir sur case noire h8 · Dame noire sur case blanche d7 · Pion noir sur case noire g7 · Pion noir sur case blanche h7 · Pion noir sur case blanche a6 · Fou noir sur case blanche c6 · Pion noir sur case noire f6 · Cavalier noir sur case blanche g6 · Pion blanc sur case noire a5 · Pion noir sur case noire e5 · Fou blanc sur case noire b4 · Fou blanc sur case blanche c4 · Tour noire sur case noire d4 · Dame blanche sur case blanche b3 · Pion blanc sur case noire g3 · Pion blanc sur case noire b2 · Tour blanche sur case blanche e2 · Pion blanc sur case noire f2 · Pion blanc sur case blanche g2 · Tour blanche sur case noire e1 · Roi blanc sur case noire g1 | Tour noire sur case noire b8 · Roi noir sur case noire h8 · Dame noire sur case blanche d7 · Pion noir sur case noire g7 · Pion noir sur case blanche h7 · Pion noir sur case blanche a6 · Fou noir sur case blanche c6 · Pion noir sur case noire f6 · Cavalier noir sur case blanche g6 · Pion blanc sur case noire a5 · Pion noir sur case noire e5 · Fou blanc sur case noire b4 · Fou blanc sur case blanche c4 · Tour noire sur case noire d4 · Dame blanche sur case blanche b3 · Pion blanc sur case noire g3 · Pion blanc sur case noire b2 · Tour blanche sur case blanche e2 · Pion blanc sur case noire f2 · Pion blanc sur case blanche g2 · Tour blanche sur case noire e1 · Roi blanc sur case noire g1 | Tour noire sur case noire b8 · Roi noir sur case noire h8 · Dame noire sur case blanche d7 · Pion noir sur case noire g7 · Pion noir sur case blanche h7 · Pion noir sur case blanche a6 · Fou noir sur case blanche c6 · Pion noir sur case noire f6 · Cavalier noir sur case blanche g6 · Pion blanc sur case noire a5 · Pion noir sur case noire e5 · Fou blanc sur case noire b4 · Fou blanc sur case blanche c4 · Tour noire sur case noire d4 · Dame blanche sur case blanche b3 · Pion blanc sur case noire g3 · Pion blanc sur case noire b2 · Tour blanche sur case blanche e2 · Pion blanc sur case noire f2 · Pion blanc sur case blanche g2 · Tour blanche sur case noire e1 · Roi blanc sur case noire g1 | Tour noire sur case noire b8 · Roi noir sur case noire h8 · Dame noire sur case blanche d7 · Pion noir sur case noire g7 · Pion noir sur case blanche h7 · Pion noir sur case blanche a6 · Fou noir sur case blanche c6 · Pion noir sur case noire f6 · Cavalier noir sur case blanche g6 · Pion blanc sur case noire a5 · Pion noir sur case noire e5 · Fou blanc sur case noire b4 · Fou blanc sur case blanche c4 · Tour noire sur case noire d4 · Dame blanche sur case blanche b3 · Pion blanc sur case noire g3 · Pion blanc sur case noire b2 · Tour blanche sur case blanche e2 · Pion blanc sur case noire f2 · Pion blanc sur case blanche g2 · Tour blanche sur case noire e1 · Roi blanc sur case noire g1 | Tour noire sur case noire b8 · Roi noir sur case noire h8 · Dame noire sur case blanche d7 · Pion noir sur case noire g7 · Pion noir sur case blanche h7 · Pion noir sur case blanche a6 · Fou noir sur case blanche c6 · Pion noir sur case noire f6 · Cavalier noir sur case blanche g6 · Pion blanc sur case noire a5 · Pion noir sur case noire e5 · Fou blanc sur case noire b4 · Fou blanc sur case blanche c4 · Tour noire sur case noire d4 · Dame blanche sur case blanche b3 · Pion blanc sur case noire g3 · Pion blanc sur case noire b2 · Tour blanche sur case blanche e2 · Pion blanc sur case noire f2 · Pion blanc sur case blanche g2 · Tour blanche sur case noire e1 · Roi blanc sur case noire g1 | Tour noire sur case noire b8 · Roi noir sur case noire h8 · Dame noire sur case blanche d7 · Pion noir sur case noire g7 · Pion noir sur case blanche h7 · Pion noir sur case blanche a6 · Fou noir sur case blanche c6 · Pion noir sur case noire f6 · Cavalier noir sur case blanche g6 · Pion blanc sur case noire a5 · Pion noir sur case noire e5 · Fou blanc sur case noire b4 · Fou blanc sur case blanche c4 · Tour noire sur case noire d4 · Dame blanche sur case blanche b3 · Pion blanc sur case noire g3 · Pion blanc sur case noire b2 · Tour blanche sur case blanche e2 · Pion blanc sur case noire f2 · Pion blanc sur case blanche g2 · Tour blanche sur case noire e1 · Roi blanc sur case noire g1 | 5 |
| 4 | Tour noire sur case noire b8 · Roi noir sur case noire h8 · Dame noire sur case blanche d7 · Pion noir sur case noire g7 · Pion noir sur case blanche h7 · Pion noir sur case blanche a6 · Fou noir sur case blanche c6 · Pion noir sur case noire f6 · Cavalier noir sur case blanche g6 · Pion blanc sur case noire a5 · Pion noir sur case noire e5 · Fou blanc sur case noire b4 · Fou blanc sur case blanche c4 · Tour noire sur case noire d4 · Dame blanche sur case blanche b3 · Pion blanc sur case noire g3 · Pion blanc sur case noire b2 · Tour blanche sur case blanche e2 · Pion blanc sur case noire f2 · Pion blanc sur case blanche g2 · Tour blanche sur case noire e1 · Roi blanc sur case noire g1 | Tour noire sur case noire b8 · Roi noir sur case noire h8 · Dame noire sur case blanche d7 · Pion noir sur case noire g7 · Pion noir sur case blanche h7 · Pion noir sur case blanche a6 · Fou noir sur case blanche c6 · Pion noir sur case noire f6 · Cavalier noir sur case blanche g6 · Pion blanc sur case noire a5 · Pion noir sur case noire e5 · Fou blanc sur case noire b4 · Fou blanc sur case blanche c4 · Tour noire sur case noire d4 · Dame blanche sur case blanche b3 · Pion blanc sur case noire g3 · Pion blanc sur case noire b2 · Tour blanche sur case blanche e2 · Pion blanc sur case noire f2 · Pion blanc sur case blanche g2 · Tour blanche sur case noire e1 · Roi blanc sur case noire g1 | Tour noire sur case noire b8 · Roi noir sur case noire h8 · Dame noire sur case blanche d7 · Pion noir sur case noire g7 · Pion noir sur case blanche h7 · Pion noir sur case blanche a6 · Fou noir sur case blanche c6 · Pion noir sur case noire f6 · Cavalier noir sur case blanche g6 · Pion blanc sur case noire a5 · Pion noir sur case noire e5 · Fou blanc sur case noire b4 · Fou blanc sur case blanche c4 · Tour noire sur case noire d4 · Dame blanche sur case blanche b3 · Pion blanc sur case noire g3 · Pion blanc sur case noire b2 · Tour blanche sur case blanche e2 · Pion blanc sur case noire f2 · Pion blanc sur case blanche g2 · Tour blanche sur case noire e1 · Roi blanc sur case noire g1 | Tour noire sur case noire b8 · Roi noir sur case noire h8 · Dame noire sur case blanche d7 · Pion noir sur case noire g7 · Pion noir sur case blanche h7 · Pion noir sur case blanche a6 · Fou noir sur case blanche c6 · Pion noir sur case noire f6 · Cavalier noir sur case blanche g6 · Pion blanc sur case noire a5 · Pion noir sur case noire e5 · Fou blanc sur case noire b4 · Fou blanc sur case blanche c4 · Tour noire sur case noire d4 · Dame blanche sur case blanche b3 · Pion blanc sur case noire g3 · Pion blanc sur case noire b2 · Tour blanche sur case blanche e2 · Pion blanc sur case noire f2 · Pion blanc sur case blanche g2 · Tour blanche sur case noire e1 · Roi blanc sur case noire g1 | Tour noire sur case noire b8 · Roi noir sur case noire h8 · Dame noire sur case blanche d7 · Pion noir sur case noire g7 · Pion noir sur case blanche h7 · Pion noir sur case blanche a6 · Fou noir sur case blanche c6 · Pion noir sur case noire f6 · Cavalier noir sur case blanche g6 · Pion blanc sur case noire a5 · Pion noir sur case noire e5 · Fou blanc sur case noire b4 · Fou blanc sur case blanche c4 · Tour noire sur case noire d4 · Dame blanche sur case blanche b3 · Pion blanc sur case noire g3 · Pion blanc sur case noire b2 · Tour blanche sur case blanche e2 · Pion blanc sur case noire f2 · Pion blanc sur case blanche g2 · Tour blanche sur case noire e1 · Roi blanc sur case noire g1 | Tour noire sur case noire b8 · Roi noir sur case noire h8 · Dame noire sur case blanche d7 · Pion noir sur case noire g7 · Pion noir sur case blanche h7 · Pion noir sur case blanche a6 · Fou noir sur case blanche c6 · Pion noir sur case noire f6 · Cavalier noir sur case blanche g6 · Pion blanc sur case noire a5 · Pion noir sur case noire e5 · Fou blanc sur case noire b4 · Fou blanc sur case blanche c4 · Tour noire sur case noire d4 · Dame blanche sur case blanche b3 · Pion blanc sur case noire g3 · Pion blanc sur case noire b2 · Tour blanche sur case blanche e2 · Pion blanc sur case noire f2 · Pion blanc sur case blanche g2 · Tour blanche sur case noire e1 · Roi blanc sur case noire g1 | Tour noire sur case noire b8 · Roi noir sur case noire h8 · Dame noire sur case blanche d7 · Pion noir sur case noire g7 · Pion noir sur case blanche h7 · Pion noir sur case blanche a6 · Fou noir sur case blanche c6 · Pion noir sur case noire f6 · Cavalier noir sur case blanche g6 · Pion blanc sur case noire a5 · Pion noir sur case noire e5 · Fou blanc sur case noire b4 · Fou blanc sur case blanche c4 · Tour noire sur case noire d4 · Dame blanche sur case blanche b3 · Pion blanc sur case noire g3 · Pion blanc sur case noire b2 · Tour blanche sur case blanche e2 · Pion blanc sur case noire f2 · Pion blanc sur case blanche g2 · Tour blanche sur case noire e1 · Roi blanc sur case noire g1 | Tour noire sur case noire b8 · Roi noir sur case noire h8 · Dame noire sur case blanche d7 · Pion noir sur case noire g7 · Pion noir sur case blanche h7 · Pion noir sur case blanche a6 · Fou noir sur case blanche c6 · Pion noir sur case noire f6 · Cavalier noir sur case blanche g6 · Pion blanc sur case noire a5 · Pion noir sur case noire e5 · Fou blanc sur case noire b4 · Fou blanc sur case blanche c4 · Tour noire sur case noire d4 · Dame blanche sur case blanche b3 · Pion blanc sur case noire g3 · Pion blanc sur case noire b2 · Tour blanche sur case blanche e2 · Pion blanc sur case noire f2 · Pion blanc sur case blanche g2 · Tour blanche sur case noire e1 · Roi blanc sur case noire g1 | 4 |
| 3 | Tour noire sur case noire b8 · Roi noir sur case noire h8 · Dame noire sur case blanche d7 · Pion noir sur case noire g7 · Pion noir sur case blanche h7 · Pion noir sur case blanche a6 · Fou noir sur case blanche c6 · Pion noir sur case noire f6 · Cavalier noir sur case blanche g6 · Pion blanc sur case noire a5 · Pion noir sur case noire e5 · Fou blanc sur case noire b4 · Fou blanc sur case blanche c4 · Tour noire sur case noire d4 · Dame blanche sur case blanche b3 · Pion blanc sur case noire g3 · Pion blanc sur case noire b2 · Tour blanche sur case blanche e2 · Pion blanc sur case noire f2 · Pion blanc sur case blanche g2 · Tour blanche sur case noire e1 · Roi blanc sur case noire g1 | Tour noire sur case noire b8 · Roi noir sur case noire h8 · Dame noire sur case blanche d7 · Pion noir sur case noire g7 · Pion noir sur case blanche h7 · Pion noir sur case blanche a6 · Fou noir sur case blanche c6 · Pion noir sur case noire f6 · Cavalier noir sur case blanche g6 · Pion blanc sur case noire a5 · Pion noir sur case noire e5 · Fou blanc sur case noire b4 · Fou blanc sur case blanche c4 · Tour noire sur case noire d4 · Dame blanche sur case blanche b3 · Pion blanc sur case noire g3 · Pion blanc sur case noire b2 · Tour blanche sur case blanche e2 · Pion blanc sur case noire f2 · Pion blanc sur case blanche g2 · Tour blanche sur case noire e1 · Roi blanc sur case noire g1 | Tour noire sur case noire b8 · Roi noir sur case noire h8 · Dame noire sur case blanche d7 · Pion noir sur case noire g7 · Pion noir sur case blanche h7 · Pion noir sur case blanche a6 · Fou noir sur case blanche c6 · Pion noir sur case noire f6 · Cavalier noir sur case blanche g6 · Pion blanc sur case noire a5 · Pion noir sur case noire e5 · Fou blanc sur case noire b4 · Fou blanc sur case blanche c4 · Tour noire sur case noire d4 · Dame blanche sur case blanche b3 · Pion blanc sur case noire g3 · Pion blanc sur case noire b2 · Tour blanche sur case blanche e2 · Pion blanc sur case noire f2 · Pion blanc sur case blanche g2 · Tour blanche sur case noire e1 · Roi blanc sur case noire g1 | Tour noire sur case noire b8 · Roi noir sur case noire h8 · Dame noire sur case blanche d7 · Pion noir sur case noire g7 · Pion noir sur case blanche h7 · Pion noir sur case blanche a6 · Fou noir sur case blanche c6 · Pion noir sur case noire f6 · Cavalier noir sur case blanche g6 · Pion blanc sur case noire a5 · Pion noir sur case noire e5 · Fou blanc sur case noire b4 · Fou blanc sur case blanche c4 · Tour noire sur case noire d4 · Dame blanche sur case blanche b3 · Pion blanc sur case noire g3 · Pion blanc sur case noire b2 · Tour blanche sur case blanche e2 · Pion blanc sur case noire f2 · Pion blanc sur case blanche g2 · Tour blanche sur case noire e1 · Roi blanc sur case noire g1 | Tour noire sur case noire b8 · Roi noir sur case noire h8 · Dame noire sur case blanche d7 · Pion noir sur case noire g7 · Pion noir sur case blanche h7 · Pion noir sur case blanche a6 · Fou noir sur case blanche c6 · Pion noir sur case noire f6 · Cavalier noir sur case blanche g6 · Pion blanc sur case noire a5 · Pion noir sur case noire e5 · Fou blanc sur case noire b4 · Fou blanc sur case blanche c4 · Tour noire sur case noire d4 · Dame blanche sur case blanche b3 · Pion blanc sur case noire g3 · Pion blanc sur case noire b2 · Tour blanche sur case blanche e2 · Pion blanc sur case noire f2 · Pion blanc sur case blanche g2 · Tour blanche sur case noire e1 · Roi blanc sur case noire g1 | Tour noire sur case noire b8 · Roi noir sur case noire h8 · Dame noire sur case blanche d7 · Pion noir sur case noire g7 · Pion noir sur case blanche h7 · Pion noir sur case blanche a6 · Fou noir sur case blanche c6 · Pion noir sur case noire f6 · Cavalier noir sur case blanche g6 · Pion blanc sur case noire a5 · Pion noir sur case noire e5 · Fou blanc sur case noire b4 · Fou blanc sur case blanche c4 · Tour noire sur case noire d4 · Dame blanche sur case blanche b3 · Pion blanc sur case noire g3 · Pion blanc sur case noire b2 · Tour blanche sur case blanche e2 · Pion blanc sur case noire f2 · Pion blanc sur case blanche g2 · Tour blanche sur case noire e1 · Roi blanc sur case noire g1 | Tour noire sur case noire b8 · Roi noir sur case noire h8 · Dame noire sur case blanche d7 · Pion noir sur case noire g7 · Pion noir sur case blanche h7 · Pion noir sur case blanche a6 · Fou noir sur case blanche c6 · Pion noir sur case noire f6 · Cavalier noir sur case blanche g6 · Pion blanc sur case noire a5 · Pion noir sur case noire e5 · Fou blanc sur case noire b4 · Fou blanc sur case blanche c4 · Tour noire sur case noire d4 · Dame blanche sur case blanche b3 · Pion blanc sur case noire g3 · Pion blanc sur case noire b2 · Tour blanche sur case blanche e2 · Pion blanc sur case noire f2 · Pion blanc sur case blanche g2 · Tour blanche sur case noire e1 · Roi blanc sur case noire g1 | Tour noire sur case noire b8 · Roi noir sur case noire h8 · Dame noire sur case blanche d7 · Pion noir sur case noire g7 · Pion noir sur case blanche h7 · Pion noir sur case blanche a6 · Fou noir sur case blanche c6 · Pion noir sur case noire f6 · Cavalier noir sur case blanche g6 · Pion blanc sur case noire a5 · Pion noir sur case noire e5 · Fou blanc sur case noire b4 · Fou blanc sur case blanche c4 · Tour noire sur case noire d4 · Dame blanche sur case blanche b3 · Pion blanc sur case noire g3 · Pion blanc sur case noire b2 · Tour blanche sur case blanche e2 · Pion blanc sur case noire f2 · Pion blanc sur case blanche g2 · Tour blanche sur case noire e1 · Roi blanc sur case noire g1 | 3 |
| 2 | Tour noire sur case noire b8 · Roi noir sur case noire h8 · Dame noire sur case blanche d7 · Pion noir sur case noire g7 · Pion noir sur case blanche h7 · Pion noir sur case blanche a6 · Fou noir sur case blanche c6 · Pion noir sur case noire f6 · Cavalier noir sur case blanche g6 · Pion blanc sur case noire a5 · Pion noir sur case noire e5 · Fou blanc sur case noire b4 · Fou blanc sur case blanche c4 · Tour noire sur case noire d4 · Dame blanche sur case blanche b3 · Pion blanc sur case noire g3 · Pion blanc sur case noire b2 · Tour blanche sur case blanche e2 · Pion blanc sur case noire f2 · Pion blanc sur case blanche g2 · Tour blanche sur case noire e1 · Roi blanc sur case noire g1 | Tour noire sur case noire b8 · Roi noir sur case noire h8 · Dame noire sur case blanche d7 · Pion noir sur case noire g7 · Pion noir sur case blanche h7 · Pion noir sur case blanche a6 · Fou noir sur case blanche c6 · Pion noir sur case noire f6 · Cavalier noir sur case blanche g6 · Pion blanc sur case noire a5 · Pion noir sur case noire e5 · Fou blanc sur case noire b4 · Fou blanc sur case blanche c4 · Tour noire sur case noire d4 · Dame blanche sur case blanche b3 · Pion blanc sur case noire g3 · Pion blanc sur case noire b2 · Tour blanche sur case blanche e2 · Pion blanc sur case noire f2 · Pion blanc sur case blanche g2 · Tour blanche sur case noire e1 · Roi blanc sur case noire g1 | Tour noire sur case noire b8 · Roi noir sur case noire h8 · Dame noire sur case blanche d7 · Pion noir sur case noire g7 · Pion noir sur case blanche h7 · Pion noir sur case blanche a6 · Fou noir sur case blanche c6 · Pion noir sur case noire f6 · Cavalier noir sur case blanche g6 · Pion blanc sur case noire a5 · Pion noir sur case noire e5 · Fou blanc sur case noire b4 · Fou blanc sur case blanche c4 · Tour noire sur case noire d4 · Dame blanche sur case blanche b3 · Pion blanc sur case noire g3 · Pion blanc sur case noire b2 · Tour blanche sur case blanche e2 · Pion blanc sur case noire f2 · Pion blanc sur case blanche g2 · Tour blanche sur case noire e1 · Roi blanc sur case noire g1 | Tour noire sur case noire b8 · Roi noir sur case noire h8 · Dame noire sur case blanche d7 · Pion noir sur case noire g7 · Pion noir sur case blanche h7 · Pion noir sur case blanche a6 · Fou noir sur case blanche c6 · Pion noir sur case noire f6 · Cavalier noir sur case blanche g6 · Pion blanc sur case noire a5 · Pion noir sur case noire e5 · Fou blanc sur case noire b4 · Fou blanc sur case blanche c4 · Tour noire sur case noire d4 · Dame blanche sur case blanche b3 · Pion blanc sur case noire g3 · Pion blanc sur case noire b2 · Tour blanche sur case blanche e2 · Pion blanc sur case noire f2 · Pion blanc sur case blanche g2 · Tour blanche sur case noire e1 · Roi blanc sur case noire g1 | Tour noire sur case noire b8 · Roi noir sur case noire h8 · Dame noire sur case blanche d7 · Pion noir sur case noire g7 · Pion noir sur case blanche h7 · Pion noir sur case blanche a6 · Fou noir sur case blanche c6 · Pion noir sur case noire f6 · Cavalier noir sur case blanche g6 · Pion blanc sur case noire a5 · Pion noir sur case noire e5 · Fou blanc sur case noire b4 · Fou blanc sur case blanche c4 · Tour noire sur case noire d4 · Dame blanche sur case blanche b3 · Pion blanc sur case noire g3 · Pion blanc sur case noire b2 · Tour blanche sur case blanche e2 · Pion blanc sur case noire f2 · Pion blanc sur case blanche g2 · Tour blanche sur case noire e1 · Roi blanc sur case noire g1 | Tour noire sur case noire b8 · Roi noir sur case noire h8 · Dame noire sur case blanche d7 · Pion noir sur case noire g7 · Pion noir sur case blanche h7 · Pion noir sur case blanche a6 · Fou noir sur case blanche c6 · Pion noir sur case noire f6 · Cavalier noir sur case blanche g6 · Pion blanc sur case noire a5 · Pion noir sur case noire e5 · Fou blanc sur case noire b4 · Fou blanc sur case blanche c4 · Tour noire sur case noire d4 · Dame blanche sur case blanche b3 · Pion blanc sur case noire g3 · Pion blanc sur case noire b2 · Tour blanche sur case blanche e2 · Pion blanc sur case noire f2 · Pion blanc sur case blanche g2 · Tour blanche sur case noire e1 · Roi blanc sur case noire g1 | Tour noire sur case noire b8 · Roi noir sur case noire h8 · Dame noire sur case blanche d7 · Pion noir sur case noire g7 · Pion noir sur case blanche h7 · Pion noir sur case blanche a6 · Fou noir sur case blanche c6 · Pion noir sur case noire f6 · Cavalier noir sur case blanche g6 · Pion blanc sur case noire a5 · Pion noir sur case noire e5 · Fou blanc sur case noire b4 · Fou blanc sur case blanche c4 · Tour noire sur case noire d4 · Dame blanche sur case blanche b3 · Pion blanc sur case noire g3 · Pion blanc sur case noire b2 · Tour blanche sur case blanche e2 · Pion blanc sur case noire f2 · Pion blanc sur case blanche g2 · Tour blanche sur case noire e1 · Roi blanc sur case noire g1 | Tour noire sur case noire b8 · Roi noir sur case noire h8 · Dame noire sur case blanche d7 · Pion noir sur case noire g7 · Pion noir sur case blanche h7 · Pion noir sur case blanche a6 · Fou noir sur case blanche c6 · Pion noir sur case noire f6 · Cavalier noir sur case blanche g6 · Pion blanc sur case noire a5 · Pion noir sur case noire e5 · Fou blanc sur case noire b4 · Fou blanc sur case blanche c4 · Tour noire sur case noire d4 · Dame blanche sur case blanche b3 · Pion blanc sur case noire g3 · Pion blanc sur case noire b2 · Tour blanche sur case blanche e2 · Pion blanc sur case noire f2 · Pion blanc sur case blanche g2 · Tour blanche sur case noire e1 · Roi blanc sur case noire g1 | 2 |
| 1 | Tour noire sur case noire b8 · Roi noir sur case noire h8 · Dame noire sur case blanche d7 · Pion noir sur case noire g7 · Pion noir sur case blanche h7 · Pion noir sur case blanche a6 · Fou noir sur case blanche c6 · Pion noir sur case noire f6 · Cavalier noir sur case blanche g6 · Pion blanc sur case noire a5 · Pion noir sur case noire e5 · Fou blanc sur case noire b4 · Fou blanc sur case blanche c4 · Tour noire sur case noire d4 · Dame blanche sur case blanche b3 · Pion blanc sur case noire g3 · Pion blanc sur case noire b2 · Tour blanche sur case blanche e2 · Pion blanc sur case noire f2 · Pion blanc sur case blanche g2 · Tour blanche sur case noire e1 · Roi blanc sur case noire g1 | Tour noire sur case noire b8 · Roi noir sur case noire h8 · Dame noire sur case blanche d7 · Pion noir sur case noire g7 · Pion noir sur case blanche h7 · Pion noir sur case blanche a6 · Fou noir sur case blanche c6 · Pion noir sur case noire f6 · Cavalier noir sur case blanche g6 · Pion blanc sur case noire a5 · Pion noir sur case noire e5 · Fou blanc sur case noire b4 · Fou blanc sur case blanche c4 · Tour noire sur case noire d4 · Dame blanche sur case blanche b3 · Pion blanc sur case noire g3 · Pion blanc sur case noire b2 · Tour blanche sur case blanche e2 · Pion blanc sur case noire f2 · Pion blanc sur case blanche g2 · Tour blanche sur case noire e1 · Roi blanc sur case noire g1 | Tour noire sur case noire b8 · Roi noir sur case noire h8 · Dame noire sur case blanche d7 · Pion noir sur case noire g7 · Pion noir sur case blanche h7 · Pion noir sur case blanche a6 · Fou noir sur case blanche c6 · Pion noir sur case noire f6 · Cavalier noir sur case blanche g6 · Pion blanc sur case noire a5 · Pion noir sur case noire e5 · Fou blanc sur case noire b4 · Fou blanc sur case blanche c4 · Tour noire sur case noire d4 · Dame blanche sur case blanche b3 · Pion blanc sur case noire g3 · Pion blanc sur case noire b2 · Tour blanche sur case blanche e2 · Pion blanc sur case noire f2 · Pion blanc sur case blanche g2 · Tour blanche sur case noire e1 · Roi blanc sur case noire g1 | Tour noire sur case noire b8 · Roi noir sur case noire h8 · Dame noire sur case blanche d7 · Pion noir sur case noire g7 · Pion noir sur case blanche h7 · Pion noir sur case blanche a6 · Fou noir sur case blanche c6 · Pion noir sur case noire f6 · Cavalier noir sur case blanche g6 · Pion blanc sur case noire a5 · Pion noir sur case noire e5 · Fou blanc sur case noire b4 · Fou blanc sur case blanche c4 · Tour noire sur case noire d4 · Dame blanche sur case blanche b3 · Pion blanc sur case noire g3 · Pion blanc sur case noire b2 · Tour blanche sur case blanche e2 · Pion blanc sur case noire f2 · Pion blanc sur case blanche g2 · Tour blanche sur case noire e1 · Roi blanc sur case noire g1 | Tour noire sur case noire b8 · Roi noir sur case noire h8 · Dame noire sur case blanche d7 · Pion noir sur case noire g7 · Pion noir sur case blanche h7 · Pion noir sur case blanche a6 · Fou noir sur case blanche c6 · Pion noir sur case noire f6 · Cavalier noir sur case blanche g6 · Pion blanc sur case noire a5 · Pion noir sur case noire e5 · Fou blanc sur case noire b4 · Fou blanc sur case blanche c4 · Tour noire sur case noire d4 · Dame blanche sur case blanche b3 · Pion blanc sur case noire g3 · Pion blanc sur case noire b2 · Tour blanche sur case blanche e2 · Pion blanc sur case noire f2 · Pion blanc sur case blanche g2 · Tour blanche sur case noire e1 · Roi blanc sur case noire g1 | Tour noire sur case noire b8 · Roi noir sur case noire h8 · Dame noire sur case blanche d7 · Pion noir sur case noire g7 · Pion noir sur case blanche h7 · Pion noir sur case blanche a6 · Fou noir sur case blanche c6 · Pion noir sur case noire f6 · Cavalier noir sur case blanche g6 · Pion blanc sur case noire a5 · Pion noir sur case noire e5 · Fou blanc sur case noire b4 · Fou blanc sur case blanche c4 · Tour noire sur case noire d4 · Dame blanche sur case blanche b3 · Pion blanc sur case noire g3 · Pion blanc sur case noire b2 · Tour blanche sur case blanche e2 · Pion blanc sur case noire f2 · Pion blanc sur case blanche g2 · Tour blanche sur case noire e1 · Roi blanc sur case noire g1 | Tour noire sur case noire b8 · Roi noir sur case noire h8 · Dame noire sur case blanche d7 · Pion noir sur case noire g7 · Pion noir sur case blanche h7 · Pion noir sur case blanche a6 · Fou noir sur case blanche c6 · Pion noir sur case noire f6 · Cavalier noir sur case blanche g6 · Pion blanc sur case noire a5 · Pion noir sur case noire e5 · Fou blanc sur case noire b4 · Fou blanc sur case blanche c4 · Tour noire sur case noire d4 · Dame blanche sur case blanche b3 · Pion blanc sur case noire g3 · Pion blanc sur case noire b2 · Tour blanche sur case blanche e2 · Pion blanc sur case noire f2 · Pion blanc sur case blanche g2 · Tour blanche sur case noire e1 · Roi blanc sur case noire g1 | Tour noire sur case noire b8 · Roi noir sur case noire h8 · Dame noire sur case blanche d7 · Pion noir sur case noire g7 · Pion noir sur case blanche h7 · Pion noir sur case blanche a6 · Fou noir sur case blanche c6 · Pion noir sur case noire f6 · Cavalier noir sur case blanche g6 · Pion blanc sur case noire a5 · Pion noir sur case noire e5 · Fou blanc sur case noire b4 · Fou blanc sur case blanche c4 · Tour noire sur case noire d4 · Dame blanche sur case blanche b3 · Pion blanc sur case noire g3 · Pion blanc sur case noire b2 · Tour blanche sur case blanche e2 · Pion blanc sur case noire f2 · Pion blanc sur case blanche g2 · Tour blanche sur case noire e1 · Roi blanc sur case noire g1 | 1 |
|   | a | b | c | d | e | f | g | h |   |

Le premier joueur à remporter dix victoires était déclaré champion.
|                  | 1 | 2 | 3 | 4 | 5 | 6 | 7 | 8 | 9 | 10 | 11 | 12 | 13 | 14 | 15 | 16 | 17 | Victoires |
| ---------------- | - | - | - | - | - | - | - | - | - | -- | -- | -- | -- | -- | -- | -- | -- | --------- |
| Wilhelm Steinitz | 0 | 0 | 0 | 0 | = | 0 | = | = | = | 0  | 0  | 1  | 1  | 0  | =  | 0  | 0  | 2         |
| Emanuel Lasker   | 1 | 1 | 1 | 1 | = | 1 | = | = | = | 1  | 1  | 0  | 0  | 1  | =  | 1  | 1  | 10        |

## Parties remarquables
- Lasker - Steinitz, 2e partie, 1-0
- Steinitz - Lasker, 3e partie, 0-1
- Lasker - Steinitz, 12e partie, 0-1